# Gailard Sartain
Gailard Sartain (* 18. September 1943 in Tulsa, Oklahoma; † 17. Juni 2025 ebenda) war ein US-amerikanischer Schauspieler sowie Illustrator.

## Leben
Sartain besuchte zunächst die Will Rogers High School, danach die University of Tulsa, welche er als Bachelor of Fine Arts abschloss. Danach arbeitete er zunächst als Kameramann für den örtlichen Fernsehsender und moderierte später im Nachtprogramm die Sendung The Uncanny Film Festival and Camp Meeting, in der B-Movies ausgestrahlt wurden. Dazu verkleidete er sich als Zauberer und gab sich den Künstlernamen Dr. Mazeppa Pompaziodi. In seiner Sendung trat als Gaststar unter anderem der damals noch völlig unbekannte Gary Busey (als Teddy Jack Eddy) auf, der hiermit seinen Start im Showgeschäft machte. Busey nannte Sartain in seiner Autobiografie einen „dicken, witzigen Typen“, der etwas an John Belushi erinnere und alles Mögliche durch seine Mimik witzig machen konnte.
1972 wurde er von einem Talentsucher entdeckt und spielte als Ensemblemitglied in der populären Fernsehsendung Hee Haw, die Countrymusik und Sketche miteinander verband. Bis zur Einstellung der Serie im Jahr 1992 absolvierte Sartain über 150 Auftritte in der Sendung. Daneben war er von 1976 bis 1977 auch Bestandteil der The Sonny and Cher Comedy Hour, einer Fernsehshow mit Sonny und Cher. Im Anschluss an seine Darstellung der Rocklegende The Big Bopper in der 1978 veröffentlichten Filmbiografie Die Buddy Holly Story kam er vermehrt zu Nebenrollen in Hollywood-Filmen.
Oft war der schwergewichtige Darsteller in komödiantischen Rollen zu sehen, manchmal spielte er zudem Redneck-Charaktere oder Sheriffs. Zu Sartains bekanntesten Rollen zählen der korrupte Sheriff eines Südstaatendorfes in Mississippi Burning – Die Wurzel des Hasses (1988) an der Seite von Gene Hackman und Willem Dafoe sowie der behäbige Ehemann von Kathy Bates’ Hauptfigur in der Tragikomödie Grüne Tomaten (1991). An der Seite von Komiker Jim Varney spielte er in drei Filmen der Ernest-Komödienreihe sowie in der kurzlebigen CBS-Serie Hey Vern, It’s Ernest! von 1988. Er hatte auch eine Rolle im Pilotfilm der Serie Walker, Texas Ranger, wurde aber nicht in die Serie übernommen. Zuletzt stand Sartain im Jahr 2005 in Elizabethtown unter Regie von Cameron Crowe vor der Kamera. Nachdem er diesen Film als perfekten Abschluss für seine Karriere empfand, zog er sich anschließend von der Filmschauspielerei zurück.
Weiterhin betätigte sich Sartain als Illustrator. Er illustrierte für mehrere Magazine sowie das Plattencover Will O'The Wisp von Musiker Leon Russell. Er starb am 17. Juni 2025.

## Filmografie (Auswahl)
- 1972–1992: Hee Haw (Fernsehserie, Ensemblemitglied)
- 1975: Nashville
- 1978: Die Buddy Holly Story (The Buddy Holly Story)
- 1979: Reichtum ist keine Schande (The Jerk)
- 1980: Roadie
- 1983: Die Outsider (The Outsiders)
- 1984: Solo für 2 (All Of Me)
- 1984: Der Songschreiber (Songwriter)
- 1987: The Big Easy – Der große Leichtsinn (The Big Easy)
- 1987: Chaos im Camp (Ernest Goes to Camp)
- 1988: Mississippi Burning – Die Wurzel des Hasses (Mississippi Burning)
- 1988: Hey, Vern, It’s Ernest! (Fernsehserie, 13 Folgen)
- 1988: Ernst rettet Weihnachten (Ernest Saves Christmas)
- 1990: Grifters (The Grifters)
- 1990: Chaos im Knast (Ernest Goes to Jail)
- 1991: Grüne Tomaten (Fried Green Tomatoes)
- 1991: Schuldig bei Verdacht (Guilty by Suspicion)
- 1992: Stop! Oder meine Mami schießt! (Stop! Or My Mom Will Shoot)
- 1993: Walker, Texas Ranger (Fernsehserie)
- 1993: Karen McCoy – Die Katze (The Real McCoy)
- 1994: Allein mit Dad & Co (Getting Even with Dad)
- 1994: Blackout – Ein Detektiv sucht sich selbst (Clean Slate)
- 1994: Sprachlos (Speechless)
- 1996: Die Geschichte vom Spitfire Grill (The Spitfire Grill)
- 1997: RocketMan
- 1998: The Patriot – Kampf ums Überleben (The Patriot)
- 1999: Die Silicon Valley Story (Pirates of Silicon Valley; Fernsehfilm)
- 2000: Helden aus der zweiten Reihe (The Replacements)
- 2001: Ali
- 2005: Elizabethtown